# Книппхальс, Свен
Свен Книппхальс (нем. Sven Knipphals; род. 20 сентября 1985, Ганновер, ФРГ) — немецкий легкоатлет, специализирующийся в спринтерском беге. Призёр чемпионатов Европы в эстафете 4×100 метров. Участник летних Олимпийских игр 2016 года.

## Биография
Вырос в семье с богатыми спортивными традициями. Так, прабабушка Свена стояла у истоков основания спортивного общества VfL Wolfsburg, дед Ханс-Юрген в 1950-е годы на высоком уровне играл в гандбол, а отец Йенс Книппхальс становился бронзовым призёром чемпионата Европы в помещении 1983 года в прыжке в длину.
Начал заниматься лёгкой атлетикой в девять лет, но вскоре оставил её ради футбола. В 16 лет по совету тренера вернулся обратно, попытав сначала свои силы в прыжке в длину, а затем переключившись на спринт. Долгое время не показывал высоких результатов даже на уровне Германии, из-за чего был вынужден сконцентрироваться на получении образования и дальнейшей работе. В 2013 году закончил Англо-Европейский колледж хиропрактики в британском Борнмуте и с сентября стал практикующим специалистом в этом направлении медицины.
К тому моменту Книппхальс уже был призёром чемпионата страны и членом национальной сборной. В качестве запасного он ездил на чемпионат мира 2011 года и Олимпийские игры в Лондоне. Участвовал в полуфинале на чемпионате Европы в беге на 200 метров.
В 2013 году занял четвёртое место в эстафете 4×100 метров на мировом первенстве. Спустя год вместе с товарищами по команде взял в этом виде серебряную медаль чемпионата Европы.
В июне 2015 года на соревнованиях в Регенсбурге установил личный рекорд в беге на 100 метров — 10,13. В эстафете на чемпионате мира, как и двумя годами ранее, стал четвёртым.
Выиграл бронзу чемпионата Европы 2016 года в эстафете 4×100 метров. На Олимпийских играх в Рио-де-Жанейро немецкий квартет в этой дисциплине (с Книппхальсом в составе) остановился в шаге от попадания в финал (9-е место в забегах).

## Основные результаты
| Год  | Турнир                      | Место проведения          | Дисциплина       | Место       | Результат |
| ---- | --------------------------- | ------------------------- | ---------------- | ----------- | --------- |
| 2012 | Чемпионат Европы            | Хельсинки, Финляндия      | 200 м            | 12-е (1/2)  | 20,92     |
| 2013 | Командный чемпионат Европы  | Гейтсхед, Великобритания  | эстафета 4×100 м | 2-е         | 38,69     |
| 2013 | Чемпионат мира              | Москва, Россия            | эстафета 4×100 м | 4-е         | 38,04     |
| 2014 | Командный чемпионат Европы  | Брауншвейг, Германия      | эстафета 4×100 м | 2-е         | 38,88     |
| 2014 | Чемпионат Европы            | Цюрих, Швейцария          | 100 м            | 12-е (1/2)  | 10,37     |
| 2014 | Чемпионат Европы            | Цюрих, Швейцария          | эстафета 4×100 м | 2-е         | 38,09     |
| 2015 | Чемпионат мира по эстафетам | Нассау, Багамские Острова | эстафета 4×100 м | 8-е         | 39,40     |
| 2015 | Чемпионат мира по эстафетам | Нассау, Багамские Острова | эстафета 4×200 м | 3-е         | 1.22,65   |
| 2015 | Командный чемпионат Европы  | Чебоксары, Россия         | 100 м            | 3-е         | 10,50     |
| 2015 | Командный чемпионат Европы  | Чебоксары, Россия         | эстафета 4×100 м | 4-е         | 38,78     |
| 2015 | Чемпионат мира              | Пекин, Китай              | 100 м            | 37-е (заб.) | 10,31     |
| 2015 | Чемпионат мира              | Пекин, Китай              | эстафета 4×100 м | 4-е         | 38,15     |
| 2016 | Чемпионат Европы            | Амстердам, Нидерланды     | эстафета 4×100 м | 3-е         | 38,47     |
| 2016 | Олимпийские игры            | Рио-де-Жанейро, Бразилия  | эстафета 4×100 м | 9-е (заб.)  | 38,26     |